# Gajral, Raichur
Gajral là một làng thuộc tehsil Raichur, huyện Raichur, bang Karnataka, Ấn Độ.